# 2 Days in the Valley
2 Days in the Valley (Brasil: Contrato de Risco / Portugal: O Vale da Intriga) é um filme policial estadunidense de 1996 escrito e dirigido por John Herzfeld. Ele retrata 48 horas na vida de um grupo de pessoas no Vale de San Fernando que são atraídas por um esquema de assassinato de aluguel.

## Sinopse
Dois assassinos, Lee Woods e Dosmo Pizzo, entram em um quarto onde um casal adormecido, a aspirante a atleta olímpica Becky Foxx e seu ex-marido Roy Foxx, estão na cama. Lee injeta um tranqüilizante em Becky e atira em Roy na cabeça. Lee e Dosmo seguida, conduzir a uma área abandonada fora de Mulholland Drive, onde Lee atira em Dosmo e explode o carro, a fim de definir Dosmo como o bode expiatório para o assassinato. Lee foge de cena com sua namorada Helga.
Dosmo estava usando um colete à prova de balas e sobreviveu ao tiroteio e à explosão do carro. Ele busca abrigo na mansão do rico negociante de arte Allan Hopper, onde leva Hopper e sua assistente, Susan Parish, como reféns. Dosmo não sabe que Hopper chamou sua irmã, Audrey Hopper, uma enfermeira, para vir até sua casa. No caminho, Audrey pega Teddy Peppers, um produtor de televisão deprimido que pensa em tirar a própria vida.
Enquanto isso, Becky acorda e descobre o corpo de Roy na cama ao lado dela. Ela corre de sua casa e chama dois detetives, o jovem e ambicioso Wes Taylor e o cínico veterano Alvin Strayer, que estão passando. Embora seja compreensivo, Wes começa a suspeitar que Becky sabe mais do que está dizendo. Becky, que contratou Lee e Dosmo para matar Roy por US$30,000, não sabia que eles matariam Roy em sua própria casa. Lee volta para a casa para pegar o dinheiro, encontra os detetives de homicídios Creigton e Valenzuela trabalhando na cena do crime e mata os dois. Wes decide voltar à cena do crime para ver se ele pode oferecer alguma explicação sobre o caso. Disfarçado como um dos detetives, Lee atrai Wes para fora, com a intenção de matá-lo.
Becky e Helga discutem, que se transforma em briga. Depois de ser esmagada na cabeça por um vaso por Becky, Helga se estica do outro lado da cama para pegar sua arma de sua bolsa, mas Becky percebe isso e corre e pega a arma também para evitar ser baleada. Em uma luta confusa pela arma, Helga acaba sendo baleada e ferida, após o que Becky escapa do hotel com Helga atirando nela várias vezes da porta do quarto, mas errando a cada tiro. Helga encontra seu caminho para a casa de Becky, onde Lee deixou Wes inconsciente. Lee relutantemente decide matar Helga em vez de levá-la ao hospital, concluindo que seu ferimento é muito grave para ser tratado, mas sua arma emperra. Ele se vira para recuperar a arma de Wes, mas descobre que Helga escapou e sinalizou carona a um carro que passava contendo Dosmo e seus reféns. Audrey pula do carro e tenta ajudar Helga moribunda, mas Helga morre na beira da estrada.
Wes é pego no meio de um tiroteio entre Dosmo e Lee, e leva um tiro nas pernas. Pouco antes de Lee poder matar Dosmo, Teddy atira em Lee, matando-o.
Um grato Wes permite que Dosmo pegue os US$30,000 e escape com Susan. No dia seguinte, Teddy aparece para uma festa de aniversário da qual Audrey está participando. Enquanto Susan e Dosmo dirigem por uma rodovia, Dosmo pensa em usar o dinheiro para abrir uma pizzaria no Brooklyn; Susan sorri e ele a beija.

## Elenco
- Danny Aiello como Dosmo Pizzo
- Greg Cruttwell como Allan Hopper
- Jeff Daniels como Alvin Strayer
- Teri Hatcher como Becky Foxx
- Glenne Headly como Susan Parish
- Peter Horton como Roy Foxx
- Marsha Mason como Audrey Hopper
- Paul Mazursky como Teddy Peppers
- James Spader como Lee Woods
- Eric Stoltz como Wes Taylor
- Charlize Theron como Helga Svelgen
- Keith Carradine como Detetive Creighton
- Louise Fletcher como Evelyn
- Austin Pendleton como Ralph Crupi
- Kathleen Luong como Midori
- Michael Jai White como Buck
- Cress Williams como Golfer
- Lawrence Tierney como homem mais velho
- Micole Mercurio como mulher mais velha
- William Stanton como homem no bar
- Ada Maris como Detetive Carla Valenzuela

## Produção
Charlize Theron socou acidentalmente o rosto de Teri Hatcher durante as gravações do filme. Em entrevista a revista W, ela contou: "A luta foi entre mim e a Teri Hatcher e eu bati bem feio nela. Me senti terrível. Não tinha dinheiro na época e mandei umas cervejas baratas para me desculpar", acrescentando ainda: "(Lutar) Era como dançar e eu cresci fazendo balé. Amo disciplina. Funciono muito bem com disciplina e sabendo o que fazer, mas tive que treinar muito luta (para Atomic Blonde) porque com a Teri Hatcher, deixei meu punho no rosto dela".

## Recepção
O filme recebeu críticas mistas, com uma classificação de 59% "rotten" no Rotten Tomatoes, com base em 54 críticas. Escrevendo no The New York Times, Stephen Holden escreveu o filme "falta a humanidade de Short Cuts ou a modernidade nervosa de Pulp Fiction, mas ainda é uma estreia nas telas, divertidamente desagradável de um cineasta cujos créditos na televisão incluem um melodrama de Amy Fisher". Roger Ebert deu ao filme três estrelas de quatro em sua escala de avaliação, dizendo que "parece um filme policial, mas o crime é o meio, não a mensagem". O desempenho de Teri Hatcher lhe rendeu uma indicação ao Framboesa de Ouro de pior atriz coadjuvante.
Irmãos Russo, diretores do filme Avengers: Infinity War, se inspiraram em 2 Days in the Valley e Out of Sight para fazerem o filme, Joe Russo disse: "Usamos Out of Sight e 2 Days in the Valley. Filmes que têm um grupo formado por pessoas complexas perseguindo um objetivo, com uma estrutura de perseguição e roubo junto", completou.

### Bilheteria
Em sua estreia arrecadou US$3,352,440 em 769 cinemas. No total de sua exibição, arrecadou US$11,132,210 nas bilheterias dos Estados Unidos.

## Música e trilha sonora
Jerry Goldsmith compôs uma trilha sonora orquestral original para 2 Days in the Valley que foi rejeitada na pós-produção. O filme lançado traz uma trilha sonora de rock composta por Anthony Marinelli. A trilha sonora de Goldsmith foi lançada na íntegra pela Intrada Records em 2012. Uma faixa foi usada do álbum do Waterlily Acoustic, Mumtaz Mahal, apresentando Taj Mahal, Chitravina N. Ravikiran e Vishwa Mohan Byatt.